# Tawfeek Barhom
Tawfeek Barhom, född 1990 i Jerusalem, är en israelisk-palestinsk skådespelare.
Barhom bland annat medverkat i filmerna Maria Magdalena, Boy from Heaven och The First Omen.

## Filmografi (i urval)
- 2018 – The Looming Tower (TV-serie)
- 2018 – Maria Magdalena
- 2022 – Boy from Heaven
- 2024 – The First Omen
- 2024 – Kallt spår